# 杜布尔季
杜布尔季是拉脱维亚尤尔马拉市的行政中心也是尤尔马拉最古老的街区。

## 历史
该街区得名于列特·杜布尔茨的家族，15世纪时他们此地曾拥有一家旅馆。然而，杜布尔季在18世纪才被提及。后来形成了一个捕鱼定居点。在1812年俄法战争后，杜布尔季成为当时人们前往库尔兰的休整区。1814年，第一批去杜布尔季度假的德国贵族造访了当地的海滩。德国人曾经称杜布尔蒂为尤登堡，因为犹太居民有权在那里定居。1841年，该定居点被正式定名为杜布尔林（俄语：Дуббельн）。